# Harry Dean Stanton
Harry Dean Stanton (14. července 1926 West Irvine, Kentucky – 15. září 2017 Los Angeles, Kalifornie) byl americký herec, který si zahrál ve filmech Alpha Dog, Zelená míle, Vetřelec či Smrt v přímém přenosu.

## Výběr filmografie
- 2006 – Alpha Dog
- 2005 – Příběh Wendella Bakera
- 2003 – Kurs sebeovládání
- 1999 – Zelená míle
- 1996 – Periskop nahoru a dolů!
- 1984 – Paříž, Texas
- 1981 – Útěk z New Yorku
- 1980 – Vojín Benjaminová
- 1980 – Smrt v přímém přenosu
- 1979 – Vetřelec
- 1974 – Kmotr II